# Deer Lodge (Montana)
Deer Lodge – miasto w Stanach Zjednoczonych, w stanie Montana, siedziba administracyjna hrabstwa Powell. Urodził się w nim najwybitniejszy trener w historii NBA Phil Jackson.